# Trilport
Trilport är en kommun i departementet Seine-et-Marne i regionen Île-de-France i norra Frankrike. Kommunen ligger i kantonen Meaux-Sud som tillhör arrondissementet Meaux. År 2022 hade Trilport 5 107 invånare.

## Befolkningsutveckling
Antalet invånare i kommunen Trilport
| Referens: INSEE |